# Die Vaclavbude

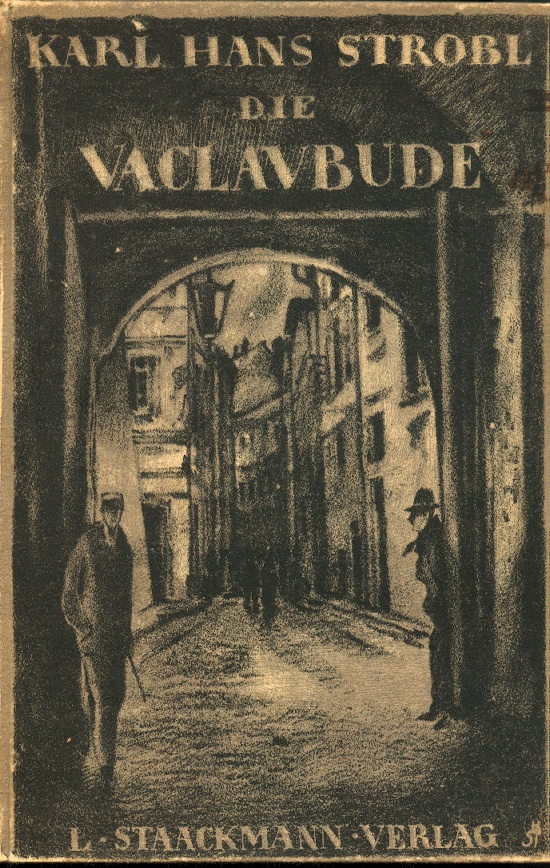
Titelblatt von Hugo Steiner-Prag

Die Vaclavbude ist ein 1902 erschienener autobiographischer Studentenroman von Karl Hans Strobl.

## Historischer Hintergrund
Der Roman beschreibt den deutsch-tschechischen Nationalitätkonflikt in Böhmen und Mähren im letzten Drittel des 19. Jahrhunderts. Im Zentrum des Romans steht die sogenannte Badeni-Krise. Kasimir Felix Badeni hatte als Ministerpräsident von Cisleithanien am 5. April 1897 eine Sprachenverordnung erlassen, in deren Folge es zu einer Staatskrise kam. Höhepunkt waren gewaltsame Ausschreitungen Ende November 1897 in Prag und anderen im tschechischen Landesteil Österreichs gelegenen Städten. Strobl war zu dieser Zeit Student der Rechtswissenschaften in Prag und Senior der Studentenverbindung Austria. Die Studenten waren besonders betroffen, weil sie – Band und Mütze tragend – leicht als Deutsche zu erkennen waren. In der Nacht vom 30. November 1897 wurde die Bude der Burschenschaft Carolina Prag von tschechischen Demonstranten gestürmt und vollständig zerstört.

## Handlung
Der Roman hat 14 Kapitel:

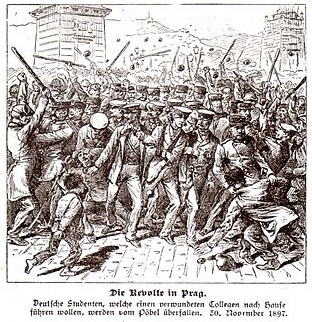
Badeni-Aufstand in Prag (1897)

1. Die neue Bude: Die Prager deutsch-akademische Verbindung Frankonia hat ihre Bude durch Kündigung des Mietvertrags verloren. Der Senior, Student Binder, ist beauftragt, eine neue Bude zu finden. Nach langem Suchen findet er mit Hilfe des Pumpiers Abraham eine neue Bleibe im Hinterzimmer des Wirtshauses von Vaclav Zimmermann in der Prager Josefstadt. Der Umzug in die Vaclavbude findet bei Regenwetter und in dunkler Vorahnung widriger Ereignisse statt.
2. Allerseelen: Die neue Bude und ein Kartenspiel werden geschildert. Horak, der Fechtwart der Frankonia, geht eine intime Beziehung mit der Kellnerin Marie ein.
3. Der Olymp: Bei einem Treffen des Geselligkeitsvereins Olymp, in der Vaclavbude, an welchem auch Studenten teilnehmen, kommt es zu einer Auseinandersetzung. Hormayr, Angehöriger der Burschenschaft Thessalia Prag, warnt Horak vor einer Ansteckung durch die geschlechtskranke Marie. Horak fühlt sich dadurch beleidigt und fordert Hormayr zu einer Mensur auf Korbschläger heraus.
4. Auf Mensur: Die Mensur wird ausgetragen. Der tatsächlich von Marie angesteckte und bereits geschwächte Horak wird schwer verwundet.
5. Die Geschichte von Tycho de Brahes Tod: Binder und andere besuchen Horak im Krankenhaus. Danach veranstalten sie in einer üblen Spelunke ein Saufgelage. Plötzlich setzt sich ein Fremder zu ihnen, erzählt vom Prag des 16. Jahrhunderts, von Tycho de Brahes Tod und verschwindet ebenso überraschend wieder.
6. Eine Fortsetzung: Auf dem Weg nach Hause erscheint der Fremde Binder wieder. Binder erkennt in ihm jetzt Tycho de Brahe. Später erwacht Binder in seinem Bett.
7. Bilanz: Binder stellt sich die Frage, ob die Gestalt de Brahes in der letzten Nacht real oder ein Phantasiegebilde war. Er sinniert über de Brahes letzten Satz: „Jedes Volk will seine eigene Zukunft!“
8. Die Wollenden: In Prag verbreitet sich die Nachricht vom Sturz des Ministerpräsidenten Badenis. Die Studenten versammeln sich zu einer Freudenkundgebung. Im Anschluss an diese kommt es zu gewaltsamen Zusammenstößen mit Tschechen.
9. Kräfte: Der Aufruhr bricht los. Die „Straße“ erhebt sich gegen alles Deutsche.
10. Fahnenwache: Die Verbindungsstudenten gehen davon aus, dass Tschechen ihre Vaclavbude stürmen wollen und treffen sich dort zum Wachdienst. Als sie heimgehen, werden sie beleidigt. Ein Fremder, der die Augen von Tycho de Brahe hat, rettet sie in letzter Sekunde vor Prügel.
11. Im entlegenen Winkel: Die Studenten verlassen fast alle Prag. Das Mobiliar und die Couleurartikel übergeben sie einem Schuster zur Aufbewahrung.
12. Die Insel: Die Studentenbude eines Mitglieds der Frankonia, welcher dort eine Vielzahl von Haustieren hält, wird beschrieben.
13. Opfer: Horak, der in Prag geblieben ist, kauft sich einen Revolver zur Selbstverteidigung. Als er von drei Tschechen überfallen wird, schießt er einen davon nieder.
14. Kein Ende: Der Angeschossene stirbt. Horak kommt in Untersuchungshaft, wird aber wegen erwiesener Notwehr freigesprochen. Später stirbt er an einer Lungenentzündung.

## Autobiographische Elemente
In der Romanfigur des Studenten Binder hat Karl Hans Strobl sich selbst porträtiert. Bei der Studentenverbindung Frankonia handelt es sich nicht um das tatsächlich bestehende Corps Frankonia (inzwischen in Saarbrücken), das aber zwischen 1879 und 1921 suspendiert war. Vorlage für die Roman-Frankonia war vielmehr die Akademische Verbindung Austria (heute als Corps Austria in Frankfurt am Main), deren Mitglied Strobl seit Oktober 1894 war.
Der jüdische Geldverleiher Sigmund Pick alias Abraham ist authentisch. Der Wirt Wenzel (im Roman Vaclav) Zimmermann betrieb in der Barmherzigengasse (U milosdrnych) Nr. 4 (alte Prager Hausnummer 848) das Wirtshaus Zum goldenen Kreuzel (U zlateho krizku). Das Gebäude wurde um 1910 abgerissen und durch einen Neubau ersetzt.
Sämtliche Personen des Romans lassen sich wirklichen Vorlagen zuordnen:
| Romanfigur     | wirkliche Person                       | Studentenverbindung        | spätere Lebensstellung                                |
| -------------- | -------------------------------------- | -------------------------- | ----------------------------------------------------- |
| Abraham        | Sigmund Pick (1848–1922)               | keine                      | Pumpier in Prag                                       |
| Binder         | Karl Hans Strobl (1877–1946)           | Corps Austria              | Schriftsteller in Perchtoldsdorf                      |
| Der Ghibelline | Friedrich von Kunze (1876–1945)        | Burschenschaft Ghibellinia | Richter in Salzburg und Wien                          |
| Gidi           | Gideon Brecher (1873–1943)             | Corps Austria              | Arzt in Olmütz                                        |
| Groß           | Alexander Großmann (1873 - ?)          | Corps Austria              | als Student der Architektur bei Austria ausgeschieden |
| Horak          | Viktor Hora (1876- nach 1936)          | Corps Austria              | Richter in Mährisch-Trübau                            |
| Toni Illner    | Anton Müller (1869–1945)               | Corps Austria              | Arzt in Oslavan                                       |
| Kahl           | Karl Kral (1877–1911)                  | Corps Austria              | Sekretär in Wien                                      |
| Neumann        | Fritz Neumann                          | Corps Austria              | Arzt und Fabrikant in Brünn                           |
| Nietsch        | Fritz Nitsche                          | Corps Austria              | bei Austria ausgeschieden                             |
| Mederer        | Adolf Lederer (1874–1941)              | Corps Austria              | Rechtsanwalt in Asch (Böhmen)                         |
| Pohl           | Johann Polak (1874- nach 1936)         | Corps Austria              | Bau-Ingenieur in Hohenelbe                            |
| Pinkas         | Kneißl                                 | keine                      |                                                       |
| Stiegl         | Hans Siegl (1877-?)                    | Corps Austria              | bei Austria ausgeschieden                             |
| Vaclav         | Wenzel Zimmermann                      | keine                      | Gastwirt in Prag                                      |
| Dr. Waller     | Ernst Walther                          | Burschenschaft Thessalia   | Zahnarzt und Bürgermeister in Teplitz                 |
| Weiß           | Carl Johannes Schwarz (1874-nach 1936) | Corps Austria              | Dramaturg in Prag und Berlin, Redakteur in Wien       |

## Rezeption
Der Wiener Literaturkritiker Hermann Bahr schrieb eine sehr positive Rezension zur Vaclavbude. Zusammen mit anderen Rezensenten war er sich einig, dass es sich bei dem Werk um den ersten realistischen Studentenroman handele, weil er von der Pseudoromantik des Alt-Heidelberg weit entfernt sei. Den Roman negativ einschätzende Stimmen gab es unter den deutschsprachigen Kritikern nur vereinzelte.
Egon Erwin Kisch hat zu Strobls Roman formuliert: 

„Karl Hans Strobl hat in der 'Vaclavbude' der längst assanierten Josefstadt das typische Milieu der Prager Mensur getreulich konterfeit […].“

Max Brod schrieb über die Vaclavbude: 

„[…] Karl Hans Strobl gibt ein recht geschicktes Bild vom Alltag und festlichen Leben jener Studentenschaft an der Prager Alma Mater, allerdings mehr von der deutschnationalen Seite her […].“

Die neuere Literaturwissenschaft sieht in der Art der Darstellung von Strobl teilweise „präfaschistische Tendenzen“, was sich allerdings nicht aus dem Roman selbst, sondern aus einem Vorwort zur Neuauflage 1941 begründet, in welchem Strobl sich dem Nationalsozialismus anbiederte.

### Zum Roman
- Susanne Fritz: Die Entstehung des „Prager Textes“. Prager deutschsprachige Literatur von 1895 bis 1934. Thelem, Dresden 2005, ISBN 3-937672-32-X, (Mitteleuropa-Studien 8).
- Paul Kisch: „Stoßt an, wir Prager und das alte Band!“ Zur Jubelfeier Karl Hans Strobls und seiner „Vaclavbude“. In: Deutsche Hochschulwarte 6, Januar 1927, Heft 8, ZDB-ID 719000-1, S. 98–100.
- Raimund Lang: Der Dramaturg von Prag. Karl Hans Strobl als studentischer Dichter. In: Frische/Becker: Zwischen Weltoffenheit und nationaler Verengung. Fünf Aufsätze. Studentengeschichtliche Vereinigung des CC, Herzogenaurach 2000, ISBN 3-930877-34-1, (Historia academica 39), S. 137 ff.
- Marta Maschke: Der deutsch-tschechische Nationalitätenkonflikt in Böhmen und Mähren im Spiegel der Romane von Karl Hans Strobl. Berlin (Dissertation) 2003.
- Doris Multerer: Deutsch-tschechische Gegensätze in den Prager Studentenromanen Karls Hans Strobls. Wien (Dipl.-Arbeit) 1993.
- Christian Oppermann: Die Flamänder von Prag am Schipkapaß. In: Einst und Jetzt. Jahrbuch des Vereins für corpsstudentische Geschichtsforschung 32, 1987, ISSN 0420-8870, S. 165–181.
- Vera Schneider: Wachposten und Grenzgänger. Deutschsprachige Autoren in Prag und die öffentliche Herstellung nationaler Identität. Königshausen & Neumann, Würzburg 2009, ISBN 978-3-8260-3775-7, (Epistemata. Würzburger wissenschaftliche Schriften. Reihe Literaturwissenschaft 631), (Zugleich: Berlin, Freie Univ., Diss., 2007).
- Walter G. Wieser: Der Prager deutsche Studentenroman in den ersten vier Jahrzehnten des 20. Jahrhunderts. Österreichische Gesellschaft zur Erforschung der Studentengeschichte, Wien 1994.

### Zum historischen Hintergrund des Romans
- Hartmut Lehmann, Silke Lehmann (Hg.): Das Nationalitätenproblem in Österreich 1848–1918. Vandenhoeck & Ruprecht, Göttingen 1973, ISBN 3-525-35664-2, (Historische Texte – Neuzeit 13).
- Harald Lönnecker: Von „Ghibellinia geht, Germania kommt!“ bis „Volk will zu Volk!“ Mentalitäten, Strukturen und Organisationen in der Prager deutschen Studentenschaft 1866–1914. In: Jahrbuch für sudetendeutsche Museen und Archive 1995–2001 ISSN 0944-0763, S. 34–77.
- Harald Lönnecker: „… freiwillig nimmer von hier zu weichen …“ Die Prager deutsche Studentenschaft 1867-1945. Band 1: Verbindungen und Vereine des deutschnationalen Spektrums. SH-Verlag, Köln 2008, ISBN 978-3-89498-187-7, (Abhandlungen zum Studenten- und Hochschulwesen 16).
- Hans Mommsen: 1897. Die Badeni-Krise als Wendepunkt in den deutsch-tschechischen Beziehungen. In: Detlef Brandes (Hrsg.): Wendepunkte in den Beziehungen zwischen Deutschen, Tschechen und Slowaken 1848–1989. Verlag Klartext, Essen 2007, ISBN 978-3-89861-572-3, (Veröffentlichungen der Deutsch-Tschechischen und Deutsch-Slowakischen Historikerkommission 14), (Veröffentlichungen zur Kultur und Geschichte im östlichen Europa 28), S. 111–118.
- Esther Neblich: Die Auswirkungen der Badenischen Sprachverordnung von 1897 auf die deutsche und tschechische Bevölkerung des historischen Egerlandes. Tectum-Verlag, Marburg 2002, ISBN 3-8288-8356-7, (Zugleich: Regensburg, Univ., Diss., 2001).
- Berthold Sutter: Die Badenischen Sprachenverordnungen von 1897. Ihre Genesis und ihre Auswirkungen vornehmlich auf die innerösterreichischen Alpenländer. 2 Bände. Böhlau-Verlag, Graz u. a. 1960–1965.